# Tosashimizu

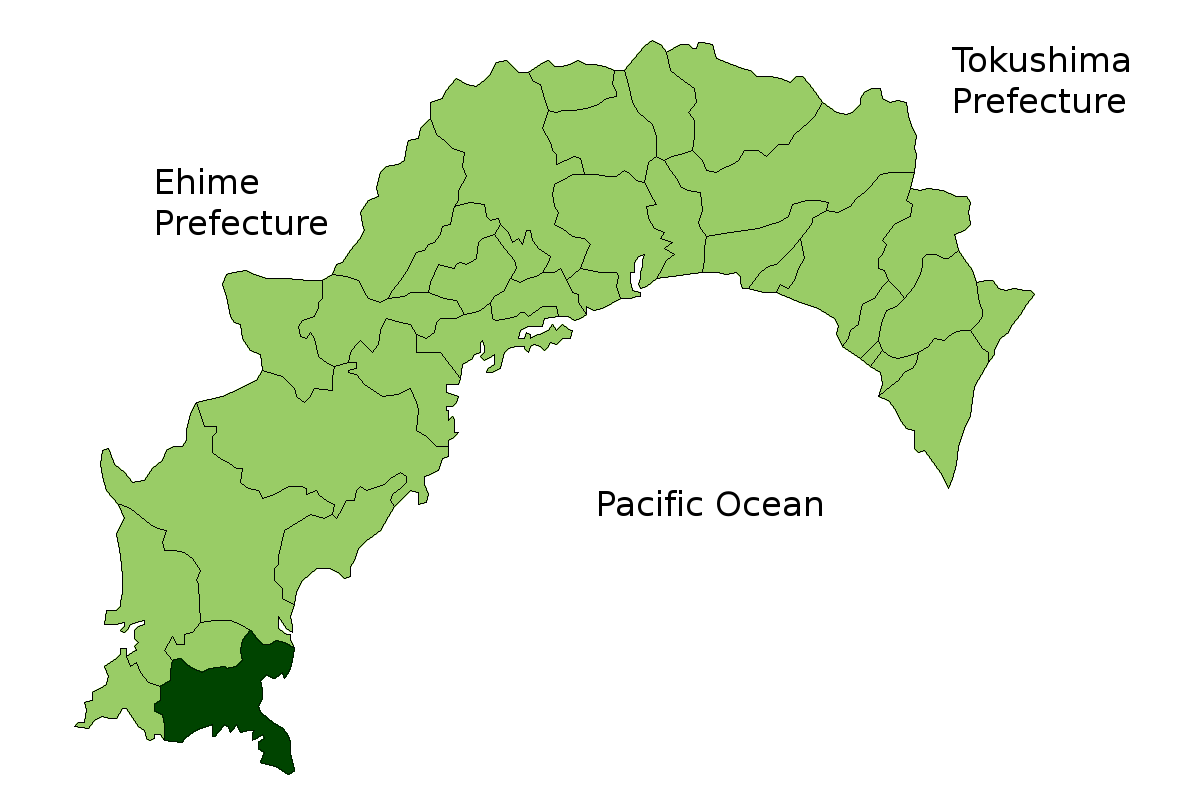

Tosashimizu (土佐清水市 Tosashimizu-shi?) este un municipiu din Japonia, prefectura Kōchi.